# Grabhügel von Guldager

Karte von Guldager

Die Grabhügel von Guldager (deutsch Goldacker) liegen nördlich von Esbjerg in Jütland in Dänemark. Die kleinen Grabhügel wurden im Spätneolithikum, zwischen 2850 und 2400 v. Chr. von den Trägern der Einzelgrabkultur errichtet, die in dieser Region die Nachfolge der Trichterbecherkultur (TBK) antrat. Durch die Funde in einigen der rund 4000 erhaltenen Gräbern erhielten die Archäologen das Wissen über die damaligen Gesellschaften.
In und um Guldager liegen bzw. lagen mehr als 750 kleine Grabhügel (dänisch Gravhøje). In etwa 300 von ihnen sind Funde von Gegenständen oder Spuren von Bestattungen gefunden worden. Einige der vielen Grabhügel bei Guldager wurde bereits 1904 untersucht. Die Grabbeigaben der späten Jungsteinzeit waren oft ähnlich. Die Männer wurden mit einem Beil, verschiedenen Tontöpfen und manchmal mit großen Bernsteinscheiben begraben, während die Frauen mit Schmuck – oft aus Bernstein – und Tongefäßen begraben wurden. In vielen Gegenden Dänemarks hat die bäuerliche Nutzung des Landes die Hügel über die Zeit verschwinden lassen, während Westjütland mit seinen kargen Böden davon verschont blieb.